# Najee Goode
Najee Goode (Cleveland, 4 giugno 1990) è un giocatore di football americano statunitense che milita nel ruolo di linebacker per i Jacksonville Jaguars della National Football League. Fu scelto nel corso del quinto giro (140º assoluto) del Draft NFL 2012 dai Tampa Bay Buccaneers. Al college ha giocato a football per West Virginia. Ha giocato anche per i Philadelphia Eagles con i quali vinse il Super Bowl LII.

## Carriera universitaria
Goode frequentò l'Università della Virginia Occidentale dal 2008 al 2011 e giocò per i West Virginia Mountaineers. In quattro stagioni disputò 52 partite (25 da titolare) e totalizzò 157 tackle, 22,5 con perdita di yard, 8,0 sack, due intercetti, due fumble forzati e due recuperati.

## Carriera professionistica

### Tampa Bay Buccaneers
Goode fu scelto nel corso del 5º giro (140º assoluto) del Draft NFL 2012 dai Tampa Bay Buccaneers. Il 14 maggio 2012 firmò un contratto quadriennale. Nella sua stagione da rookie scese in campo tre volte, nessuna come titolare, senza far registrare alcuna statistica.
Fu svincolato dai Buccaneers il 1º settembre 2013.

### Philadelphia Eagles

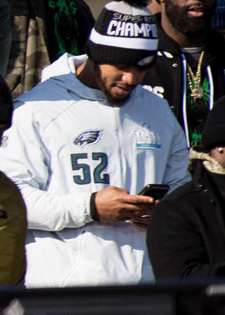
Goode alla parata celebrativa degli Eagles per la vittoria del Super Bowl nel 2018

Il 2 settembre 2013, Goode firmò coi Philadelphia Eagles con cui nel 2013 disputò 14 partite (una come titolare) mettendo a segno 21 tackle e un sack.
Il 9 settembre 2014, Goode fu segnato nella lista degli infortunati a causa di un infortunio al muscolo pettorale sofferto nella prima partita della stagione contro i Jacksonville Jaguars. L'infortunio lo costrinse a rinunciare all'intera stagione 2014.
Il 5 settembre 2015 Goode fu svincolato dagli Eagles. Venne ri-firmato il 22 settembre. Nella settimana 13 della stagione 2015, Goode ritornò un punt bloccato dal compagno Chris Maragos in touchdown, contribuendo alla vittoria a sorpresa sui New England Patriots campioni in carica. Nel febbraio 2016 Goode rinnovò con gli Eagles, per poi essere svincolato il 3 settembre e successivamente ri-firmato il 10 settembre 2018.
L'8 marzo 2017, Goode rinnovò per un anno con gli Eagles. Terminò la stagione 2017 con 22 placcaggi e la vittoria del Super Bowl LII contro i New England Patriots nella quale fece registrare due placcaggi.

### Indianapolis Colts
Il 14 aprile 2018, Goode firmò con gli Indianapolis Colts. Nella partita del quinto turno contro i New England Patriots mise a segno otto placcaggi totali (quattro solitari e quattro assistiti) e il suo primo intercetto in carriera. Chiuse la stagione 2018 con 16 presenze, 16 placcaggi totali (7 solitari e 9 assistiti), un intercetto e un passaggio deviato.

### Jacksonville Jaguars
Nel 2019 Goode passò ai Jacksonville Jaguars.

## Palmarès

### Franchigia
- Super Bowl : 1

Philadelphia Eagles: LII
- National Football Conference Championship: 1

Philadelphia Eagles: 2017

## Statistiche
| Legenda   | Legenda          |
| --------- | ---------------- |
| Grassetto | Record personale |

### Stagione regolare
| Stagione | Squadra  | Partite | Partite | Placcaggi | Placcaggi | Placcaggi | Placcaggi | Fumble | Fumble | Fumble | Fumble | Intercetti | Intercetti | Intercetti | Intercetti |
| Stagione | Squadra  | P       | PT      | Tot       | Sol       | Ass       | Sack      | FF     | FR     | Yard   | TD     | Int        | Yard       | TD         | PD         |
| -------- | -------- | ------- | ------- | --------- | --------- | --------- | --------- | ------ | ------ | ------ | ------ | ---------- | ---------- | ---------- | ---------- |
| 2012     | TB       | 3       | 0       | 0         | 0         | 0         | 0,0       | 0      | 0      | 0      | 0      | 0          | 0          | 0          | 0          |
| 2013     | PHI      | 14      | 1       | 20        | 15        | 5         | 1,0       | 0      | 1      | 2      | 1      | 0          | 0          | 0          | 4          |
| 2014     | PHI      | 1       | 0       | 0         | 0         | 0         | 0,0       | 0      | 0      | 0      | 0      | 0          | 0          | 0          | 0          |
| 2015     | PHI      | 14      | 0       | 6         | 5         | 1         | 0,0       | 0      | 0      | 0      | 0      | 0          | 0          | 0          | 0          |
| 2016     | PHI      | 16      | 0       | 0         | 0         | 0         | 0,0       | 0      | 0      | 0      | 0      | 0          | 0          | 0          | 0          |
| 2017     | PHI      | 16      | 3       | 15        | 12        | 3         | 0,0       | 0      | 0      | 0      | 0      | 0          | 0          | 0          | 0          |
| 2018     | IND      | 16      | 0       | 16        | 7         | 9         | 0,0       | 0      | 0      | 0      | 0      | 1          | 16         | 0          | 1          |
| Carriera | Carriera | 80      | 4       | 57        | 39        | 18        | 1,0       | 0      | 1      | 2      | 1      | 1          | 16         | 0          | 4          |

### Play-off
| Stagione | Squadra  | Partite | Partite | Placcaggi | Placcaggi | Placcaggi | Placcaggi | Fumble | Fumble | Fumble | Fumble | Intercetti | Intercetti | Intercetti | Intercetti |
| Stagione | Squadra  | P       | PT      | Tot       | Sol       | Ass       | Sack      | FF     | FR     | Yd     | TD     | Int        | Yd         | TD         | PD         |
| -------- | -------- | ------- | ------- | --------- | --------- | --------- | --------- | ------ | ------ | ------ | ------ | ---------- | ---------- | ---------- | ---------- |
| 2013     | PHI      | 1       | 0       | 0         | 0         | 0         | 0,0       | 0      | 0      | 0      | 0      | 0          | 0          | 0          | 0          |
| 2017     | PHI      | 3       | 1       | 5         | 3         | 2         | 0,0       | 0      | 0      | 0      | 0      | 0          | 0          | 0          | 0          |
| 2018     | IND      | 2       | 0       | 1         | 1         | 0         | 0,0       | 0      | 0      | 0      | 0      | 0          | 0          | 0          | 0          |
| Carriera | Carriera | 6       | 1       | 6         | 4         | 2         | 0,0       | 0      | 0      | 0      | 0      | 0          | 0          | 0          | 0          |